# Teresa Font Guiteras
Teresa Font Guiteras   (Gallifa, 1956) és una muntadora catalana. Ha treballat en títols com Juana La Loca, Libertarias, Celos, El día de la bestia, Jamón, jamón, Días contados, El rey pasmado, Muertos de risa o la sèrie de televisió Los jinetes del alba.

## Biografia
Va estudiar a la Universitat de Barcelona, tot i que volia treballar al cinema, per la qual cosa es va traslladar a Londres per conèixer escoles de cinema, bé que no va arribar a estudiar-hi mai. En tornar a Barcelona va buscar feina com a meritòria en diverses productores. En ser dona li van proposar treballar com script o muntadora i es va decidir pel muntatge de cinema. També ha treballat com a muntadora de so en pel·lícules com El día de la bestia, Jamón, jamón i d'altres, encara que no hi surt acreditada en aquesta tasca. La seva formació com a muntadora és autodidacta, procedeix de veure pel·lícules, tant en la seva estada a Londres com de tornada a Barcelona en la filmoteca.
Va estar casada amb Vicente Aranda, a qui va conèixer quan treballava amb ell en Asesinato en el comité central en 1982 i va seguir treballant com a muntadora de totes les seves pel·lícules posteriors, fins a l'última Luna caliente. Va començar a treballar al cinema el 1976, com a ajudant de muntatge. Els anys 1977 i 1978 treballa en curtmetratges de l'ICC (Institut de Cinema Català). La seva primera feina com a muntadora data de 1979 a Nemo, de Jesús Garay. El seu primer llargmetratge és el documental de 1980 Numax presenta... de Joaquim Jordà. El 1982 realitza el muntatge de Asesinato en el comité central, de Vicente Aranda. D'ençà d'aquesta data treballa a totes les pel·lícules de Vicente Aranda. Són títols com Fanny Pelopaja. Tiempo de silencio, El Lute, camina o revienta, Amantes, La pasión turca, Tirant lo Blanc o Luna caliente. També treballa de forma habitual amb realitzadors com Imanol Uribe per a qui realitza el muntatge de El rey pasmado, Días contados, Bwana, Plenilunio, El viaje de Carol o La carta esférica.
El documental El tren de la vida va revitalitzar la seva carrera i fa dos anys Almódovar la va trucar per substituir José Salcedo, el seu muntador de tota la vida, que havia mort feia poc. El seu treball a Dolor y gloria l'ha fet mereixedora del Goya en la categoria de muntatge per la intrincada xarxa de connexions entre les diferents històries i èpoques del film.
Des del seu punt de vista els muntadors han de tenir una sensibilitat especial per captar el sentit del que s'està explicant i triar els plans més adequats per a cada moment de la narració cinematogràfica. En aquest sentit creu que cal eliminar tot el material que no sigui fonamental, deixant el necessari perquè les escenes siguin fàcilment comprensibles per a l'espectador.
De la mateixa forma i en la seva opinió la feina de muntatge exigeix posar-se en el lloc del públic per acabar proporcionant-li exactament el que necessita veure. La seva feina com a muntadora de so li va fer entendre la importància que té en el muntatge cinematogràfic, tant per ajudar en el propi muntatge de les imatges com per manipular el temps i el ritme.

## Producció[2][9]
- 2020: Dolor y gloria
- 2016: Canned Peaches
- 2016: Las furias
- 2016: The Healer
- 2015: Acantilado
- 2015: La adopción
- 2015: El destierro
- 2015: Juegos de familia
- 2013: La mula
- 2012: Historias robadas (Minisèrie de TV)
- 2011: Maktub
- 2011: O Cônsul de Bordéus
- 2011: Lo contrario al amor
- 2010: Vidas pequeñas
- 2010: Mr. Nice
- 2009: Luna caliente
- 2009: Mal día para pescar
- 2008: La casa de mi padre
- 2008: La conjura de El Escorial
- 2007: Canciones de amor en Lolita's Club
- 2007: Quiéreme
- 2007: La carta esférica
- 2006: El ciclo Dreyer
- 2006: Tirant lo Blanc
- 2005: 20 centímetros
- 2005: Condón Express
- 2003: Carmen
- 2002: El viaje de Carol
- 2002: Piedras
- 2002: António, Um Rapaz de Lisboa
- 2001: Juana la Loca
- 1999: Celos
- 1999: Plenilunio
- 1999: Extraños
- 1999: Muertos de risa
- 1998: La mirada del otro
- 1997: Perdita Durango
- 1996: Bwana
- 1996: Libertarias
- 1995: El día de la bestia
- 1994: La pasión turca
- 1994: Días contados
- 1993: Intruso
- 1993: El amante bilingüe
- 1992: Jamón Jamón
- 1991: El rey pasmado
- 1991: Amantes
- 1991: El ángel caído (Sèrie de TV)
- 1990: Los jinetes del alba (Sèrie de TV)
- 1989: La luna negra
- 1989: Si te dicen que caí
- 1988: Berlín Blues
- 1988: El Lute II: mañana seré libre
- 1987: Caín
- 1987: El Lute (camina o revienta)
- 1987: Luna de lobos
- 1986: Pepe Carvalho (Sèrie de TV)
- 1986: Tiempo de silencio
- 1984: Fanny Pelopaja
- 1982: Asesinato en el Comité Central
- 1980: Numax presenta... (Documental)
- 1978: L'especulació del sòl (Curt)
- 1977: Autopista B-30 (Curt)
- 1977: Diada Nacional de Catalunya 1977 (Curt)
- 1977: El català a l'escola (Curt)
- 1977: Ensenyament (Curt)
- 1977: La Rambla (Curt)

## Premis i nominacions

### Premis
- 2020: Goya al millor muntatge per Dolor y gloria[10]
- 1995: Goya al millor muntatge per Días contados[11]
- 1996: Premi de la Asociación de escritores cinematográficos de España al Millor Muntatge per El día de la bestia (1995)
- 2016: Premi a la Accolade Competition Award of Merit Special Mention per Creditors[12]
- 2016: Premi Ricardo Franco de la 19a edició del Festival de Cinema de Màlaga en col·laboració amb l'Academia de las Artes y las Ciencias Cinematográficas de España[13]

### Nominacions
- 1989: Goya al millor muntatge per Berlín Blues[14]
- 1992: Goya al millor muntatge per Amantes[15]
- 1994: Goya al millor muntatge per Intruso[16]
- 1996: Goya al millor muntatge per El día de la bestia[17]
- 2002: Goya al millor muntatge per Juana La Loca[18]
- 2004: Goya al millor muntatge per Carmen[19]
- 2013: CinEuphoria: Nominada al Millor Muntatge per O Cônsul de Bordéus[20]
- 2020: Gaudí al millor muntatge per Dolor y gloria